# Brachycephalus vertebralis
Brachycephalus vertebralis es una especie de anfibios de la familia Brachycephalidae.
Es endémica del estado de São Paulo, Brasil.
Sus hábitats naturales son bosques subtropicales o tropicales húmedos a baja altitud. Se encuentra amenazada por la destrucción de su hábitat.